# (A) Senile Animal (álbum)
(A) Senile Animal es un álbum de Melvins, lanzado el 10 de octubre de 2006 con la discográfica Ipecac Recordings. Es el primer disco de estudio bajo el nombre de Melvins después de cuatro años de Hostile Ambient Takeover de 2002.
El video musical de "The Talking Horse" fue hecho y presentado en 2007.
La canción "A History of Bad Men" aparece en la película I Know Who Killed Me, con Lindsay Lohan.

## Lista de canciones
| N.º | Título                    | Duración |  |
| 1.  | «The Talking Horse»       | 2:41     |  |
| 2.  | «Blood Witch»             | 2:45     |  |
| 3.  | «Civilized Worm»          | 5:57     |  |
| 4.  | «A History of Drunks»     | 2:20     |  |
| 5.  | «Rat Faced Granny»        | 2:41     |  |
| 6.  | «The Hawk»                | 2:35     |  |
| 7.  | «You've Never Been Right» | 2:30     |  |
| 8.  | «A History of Bad Men»    | 6.43     |  |
| 9.  | «The Mechanical Bride»    | 6.26     |  |
| 10. | «A Vast Filthy Prison»    | 6:44     |  |

## Personal
- (the) Melvins:
  - King Buzzo – guitarra, voz
  - Dale Crover – batería, voz
  - Jared Warren – bajo, voz
  - Coady Willis – batería, voz
- Toshi Kasai – Grabación y Mezcla
- John Golden – Mastering
- Mackie Osborne – Arte
- Kevin Willis – Fotos de la banda
- Grabado en West Beach Recorders, Hollywood California
- Producido por the Melvins